# 723 km
723 km (kaz. 723 км; ros. 723 км) – przystanek kolejowy w miejscowości Karaganda, w obwodzie karagandyjskim, w Kazachstanie. Położony jest na linii Astana – Szu, na trasie Nowego Jedwabnego Szlaku.